# Kanadas Grand Prix 2013
Kanadas Grand Prix 2013, officiellt Formula 1 Grand Prix du Canada 2013, var en Formel 1-tävling som hölls den 9 juni 2013 på Circuit Gilles Villeneuve i Montreal, Kanada. Det var den sjunde tävlingen av Formel 1-säsongen 2013 och kördes över 70 varv. Vinnare av loppet blev Sebastian Vettel för Red Bull, tvåa blev Fernando Alonso för Ferrari, och trea blev Lewis Hamilton för Mercedes.

## Kvalet
| KR. | Nr | Förare              | Konstruktör          | Q1       | Q2       | Q3       | Grid |
| --- | -- | ------------------- | -------------------- | -------- | -------- | -------- | ---- |
| 1   | 1  | Sebastian Vettel    | Red Bull-Renault     | 1.22,318 | 1.28,166 | 1.25,425 | 1    |
| 2   | 10 | Lewis Hamilton      | Mercedes             | 1.23,801 | 1.27,649 | 1.25,512 | 2    |
| 3   | 17 | Valtteri Bottas     | Williams-Renault     | 1.23,446 | 1.28,419 | 1.25,897 | 3    |
| 4   | 9  | Nico Rosberg        | Mercedes             | 1.23,840 | 1.28,420 | 1.26,008 | 4    |
| 5   | 2  | Mark Webber         | Red Bull-Renault     | 1.23,247 | 1.28,145 | 1.26,208 | 5    |
| 6   | 3  | Fernando Alonso     | Ferrari              | 1.23,224 | 1.28,788 | 1.26,504 | 6    |
| 7   | 18 | Jean-Éric Vergne    | Toro Rosso-Ferrari   | 1.24,159 | 1.28,527 | 1.26,543 | 7    |
| 8   | 15 | Adrian Sutil        | Force India-Mercedes | 1.24,551 | 1.28,799 | 1.27,348 | 8    |
| 9   | 7  | Kimi Räikkönen      | Lotus-Renault        | 1.24,451 | 1.28,667 | 1.27,432 | 101  |
| 10  | 19 | Daniel Ricciardo    | Toro Rosso-Ferrari   | 1.24,770 | 1.29,359 | 1.27,946 | 111  |
| 11  | 11 | Nico Hülkenberg     | Sauber-Ferrari       | 1.23,899 | 1.29,435 |          | 9    |
| 12  | 6  | Sergio Pérez        | McLaren-Mercedes     | 1.24,176 | 1.29,761 |          | 12   |
| 13  | 16 | Pastor Maldonado    | Williams-Renault     | 1.24,776 | 1.29,917 |          | 13   |
| 14  | 5  | Jenson Button       | McLaren-Mercedes     | 1.24,021 | 1.30,068 |          | 14   |
| 15  | 12 | Esteban Gutiérrez   | Sauber-Ferrari       | 1.24,408 | 1.30,315 |          | 15   |
| 16  | 4  | Felipe Massa        | Ferrari              | 1.23,735 | 1.30,354 |          | 16   |
| 17  | 14 | Paul di Resta       | Force India-Mercedes | 1.24,908 |          |          | 17   |
| 18  | 20 | Charles Pic         | Caterham-Renault     | 1.25,626 |          |          | 18   |
| 19  | 8  | Romain Grosjean     | Lotus-Renault        | 1.25,716 |          |          | 222  |
| 20  | 22 | Jules Bianchi       | Marussia-Cosworth    | 1.26,508 |          |          | 19   |
| 21  | 23 | Max Chilton         | Marussia-Cosworth    | 1.27,062 |          |          | 20   |
| 22  | 21 | Giedo van der Garde | Caterham-Renault     | 1.27,110 |          |          | 21   |

| Vidare från första kvalrundan ▬▬ Vidare från andra kvalrundan ▬▬ |

Noteringar:
- ^1  — Kimi Räikkönen och Daniel Ricciardo fick vardera två platsers nedflyttning för att ha gjort otillåtna omkörningar under kvalet.[1]
- ^2  — Romain Grosjean fick tio platsers nedflyttning för att ha orsakat en kollision med Daniel Ricciardo under den föregående tävlingen.

## Loppet
| Pos. | Nr | Förare              | Konstruktör          | Varv | Tid             | Grid | P  |
| ---- | -- | ------------------- | -------------------- | ---- | --------------- | ---- | -- |
| 1    | 1  | Sebastian Vettel    | Red Bull-Renault     | 70   | 1:32.09,143     | 1    | 25 |
| 2    | 3  | Fernando Alonso     | Ferrari              | 70   | +14,408         | 6    | 18 |
| 3    | 10 | Lewis Hamilton      | Mercedes             | 70   | +15,942         | 2    | 15 |
| 4    | 2  | Mark Webber         | Red Bull-Renault     | 70   | +25,731         | 5    | 12 |
| 5    | 9  | Nico Rosberg        | Mercedes             | 70   | +1.09,725       | 4    | 10 |
| 6    | 18 | Jean-Éric Vergne    | Toro Rosso-Ferrari   | 69   | +1 varv         | 7    | 8  |
| 7    | 14 | Paul di Resta       | Force India-Mercedes | 69   | +1 varv         | 17   | 6  |
| 8    | 4  | Felipe Massa        | Ferrari              | 69   | +1 varv         | 16   | 4  |
| 9    | 7  | Kimi Räikkönen      | Lotus-Renault        | 69   | +1 varv         | 10   | 2  |
| 10   | 15 | Adrian Sutil        | Force India-Mercedes | 69   | +1 varv         | 8    | 1  |
| 11   | 6  | Sergio Pérez        | McLaren-Mercedes     | 69   | +1 varv         | 12   |    |
| 12   | 5  | Jenson Button       | McLaren-Mercedes     | 69   | +1 varv         | 14   |    |
| 13   | 8  | Romain Grosjean     | Lotus-Renault        | 69   | +1 varv         | 22   |    |
| 14   | 17 | Valtteri Bottas     | Williams-Renault     | 69   | +1 varv         | 3    |    |
| 15   | 19 | Daniel Ricciardo    | Toro Rosso-Ferrari   | 68   | +2 varv         | 11   |    |
| 16   | 16 | Pastor Maldonado    | Williams-Renault     | 68   | +2 varv         | 13   |    |
| 17   | 22 | Jules Bianchi       | Marussia-Cosworth    | 68   | +2 varv         | 19   |    |
| 18   | 20 | Charles Pic         | Caterham-Renault     | 67   | +3 varv         | 18   |    |
| 19   | 23 | Max Chilton         | Marussia-Cosworth    | 67   | +3 varv         | 20   |    |
| 20   | 12 | Esteban Gutiérrez   | Sauber-Ferrari       | 63   | Skada           | 15   |    |
| Ret  | 11 | Nico Hülkenberg     | Sauber-Ferrari       | 45   | Kollisionsskada | 9    |    |
| Ret  | 21 | Giedo van der Garde | Caterham-Renault     | 43   | Kollision       | 21   |    |

| Förare och stall som tog poäng ▬▬ |

## Ställning efter loppet
|     | Pos. | Förare           | Poäng |
| --- | ---- | ---------------- | ----- |
| ▬   | 1    | Sebastian Vettel | 132   |
| ▲ 1 | 2    | Fernando Alonso  | 96    |
| ▼ 1 | 3    | Kimi Räikkönen   | 88    |
| ▬   | 4    | Lewis Hamilton   | 77    |
| ▬   | 5    | Mark Webber      | 69    |

|     | Pos. | Konstruktör          | Poäng |
| --- | ---- | -------------------- | ----- |
| ▬   | 1    | Red Bull-Renault     | 201   |
| ▬   | 2    | Ferrari              | 145   |
| ▲ 1 | 3    | Mercedes             | 134   |
| ▼ 1 | 4    | Lotus-Renault        | 114   |
| ▬   | 5    | Force India-Mercedes | 51    |

- Notering: Endast de fem bästa placeringarna i vardera mästerskap finns med på listorna.